# Joseph Blötzer
Joseph Blötzer S.J., auch Josef Blötzer (* 13. Mai 1849 in Wiler im Lötschental; † 7. Juli 1910 im Krankenhaus der Barmherzigen Brüder in Trier), war ein Schweizer Jesuitenpater und Historiker der allgemeinen Kirchengeschichte.

## Leben
Joseph Blötzer war das älteste von sechs Kindern von Christian Josef Blötzer und dessen Ehefrau Anna Maria (geb. Tannast).
Er besuchte das deutschsprachige Gymnasium Kollegium Spiritus Sanctus Brig in Brig-Glis, das bis 1847 von Jesuiten betrieben worden war, und wurde am 24. Oktober 1870 als Noviziat in den Jesuiten-Orden im Kloster Gorheim bei Sigmaringen aufgenommen. Sein Novizenmeister war Moritz Meschler.
Nachdem in der Folge des Kulturkampfes am 4. Juli 1871 das Jesuitengesetz erlassen worden war, wurden 775 deutsche Jesuiten aus dem Deutschen Reich ausgewiesen, und Joseph Blötzer zog mit den anderen Ordensbrüdern in die Verbannung nach Holland. Dort boten Adelsfamilien den Jesuiten die Landschlösser Blyenbeck, Wijnandsrade in der Gemeinde Beekdaelen und Exaten in Baexem (siehe Leudal) als Aufenthaltsorte an und er studierte dort bis 1877 unter anderem Philosophie.
Im Herbst 1877 wurde er als Magister an die private Lehranstalt der Jesuiten (siehe Stella Matutina) nach Feldkirch berufen und erteilte dort bis 1883 Gymnasialunterricht und setzte darauf seine theologischen Studien im Jesuitenkolleg Ditton Hall (siehe St. Michael’s Church (Ditton)) in England fort. Am 29. August 1886 wurde er vom Erzbischof von Liverpool, John Charles Ryle, zum Priester geweiht. Im Herbst 1888 übernahm er in Ditton Hall den Unterricht in Kirchengeschichte und am 24. Juli 1890 wurde er Rektor des Hauses, das er bis in den Herbst 1895 leitete; gleichzeitig las er weiterhin Kirchengeschichte.
Er hielt sich von 1883 bis 1895 in England auf und gewann in dieser Zeit Einblicke in die sozialen und kirchlichen Verhältnisse und setzte sich als Historiker mit ihnen auseinander. Hierbei trug er zum Erstarken der römisch-katholischen Kirche bei.
Nachdem die Jesuiten ihre Niederlassung Maria Laach an die Benediktiner verkauft hatten, finanzierten sie die Ordenshochschule Ignatiuskolleg in Valkenburg aan de Geul in Holland. Im Herbst 1895 wurde, unter Leitung von Joseph Blötzer, das Kollegium von Ditton Hall nach Valkenburg verlegt. Im ersten Studienjahr 1895/96 gehörten dem Kolleg 65 Theologen, 112 Philosophen, 39 Priester als Obere und Professoren und 52 Laienbrüder an; Das Ignatiuskolleg war von 1894 bis 1940 die grosse Studienanstalt der Jesuiten. Joseph Blötzer widmete sich in Valkenburg dem theologischen Lehramt, der Publizistik und half auch in der Seelsorge aus.
Ihm wurde der Artikel Papst für die 1895 veröffentlichte Neuauflage des Kirchenlexikons von Heinrich Joseph Wetzer und Benedikt Welte anvertraut, und er unterzog darin das Papsttum einer tiefgehenden Analyse; er fügte dem eine bis ins Mittelalter zurückreichende Literaturübersicht zum päpstlichen Primat bei. Im Lexikonartikel Primatialrechte des Papstes gab er einen Überblick über die päpstlichen Ehrenrechte und Jurisdiktionsrechte.
Im August 1899 eröffnete der Jesuiten-Orden das Schriftstellerheim Bellevue im Stadtteil Limpertsberg in Luxemburg und Joseph Blötzer wurde deren erster Vorsteher. 1906 zog auch sein einstiger Novizenmeister Moritz Meschler ein, der vorher deutscher Assistent des Ordensgenerals Luis Martín García in Rom gewesen war und in Luxemburg seine religiöse Schriftstellerei fortsetzte.
1898 begann Joseph Blötzer seine regelmäßige Mitarbeit an den Stimmen aus Maria-Laach  mit einem Aufsatz über die Neuorganisation im Franziskanerorden, in dem er einen historischen Überblick der Entstehung und Entwicklung der verschiedenen Zweige des Franziskanerordens gab. Er übernahm im August 1899 auch die Schriftleitung der Stimmen aus Maria-Laach, die zu Fragen des religiösen, wirtschaftlichen und sozialen Lebens grundsätzlich Stellung nahm. Bis Herbst 1903 war er Redaktor der Stimmen aus Maria Laach und blieb dann Mitarbeiter der Schriftleitung. Sein Nachfolger als Schriftleiter wurde Karl Frick (1856–1931).
Seit November 1900 stand er als Konsultor für Angelegenheiten der Ordensprovinz dem Provinzial zur Seite und half gleichzeitig in der Seelsorge aus.
1905 veröffentlichte er in den Ergänzungsheften der Stimmen aus Maria-Laach sein Hauptwerk Die Katholikenemanzipation in Großbritannien und Irland. Ein Beitrag zur Geschichte religiöser Toleranz, in dem er alle Veränderungen in der englischen Geschichte darstellte, die dazu führten, dass nach langer Unterdrückung den Katholiken religiöse und politische Freiheit gewährt wurde.

## Schriften (Auswahl)
- Der heilige Stuhl und die ökumenischen Synoden des Alterthums im Lichte der Vorgänge beim Chalcedonense, speciell bei seiner Berufung und Bestätigung betrachtet. In: Zeitschrift für katholische Theologie, Band 10. 1886. S. 67–106.
- Die Opuscula philosophica des heiligen Thomas. In: Zeitschrift für katholische Theologie, Band 10. 1886. S. 567–569.
- Die geheime Sünde in der altchristlichen Bussdisziplin. In: Zeitschrift für katholische Theologie, Band 11. 1887. S. 483–506 und 59–630.
- Inquisition. In: Staatslexikon der Görres-Gesellschaft, Band 3. 1894. Sp. 423–438 (Digitalisat).
- Papst. In: Wetzer und Welte’s Kirchenlexikon, Band 9. Freiburg i. Br., 1895, Sp. 1383–1423 (Digitalisat).
- Primatialrechte des Papstes. In: Wetzer und Welte’s Kirchenlexikon, Band 10. Freiburg i. Br., 1897, Sp. 406–413 (Digitalisat).
- Neuorganisation im Franziskanerorden. In: Stimmen aus Maria-Laach, Band 54. 1898. S. 58–69 (Digitalisat).Der Angelikanismus auf dem Wege nach Rom? In: Stimmen aus Maria-Laach. 1904. S. 125–144, 275–291 und 415–431 (Digitalisat).
- Das Rundschreiben Pius‘ X. zur Zentenarfeier Gregors des Großen. In: Stimmen aus Maria-Laach. 1904. S. 485–505 (Digitalisat).
- Der hl. Bonifatius und seine Kulturarbeit. In: Stimmen aus Maria-Laach, Band 68. 1905. S. 477–504 (Digitalisat).
- Die Katholikenemanzipation in Grossbritannien und Irland. Ein Beitrag zur Geschichte religiöser Toleranz. Freiburg im Breisgau, 1905 (Digitalisat).
- Die Entstehung des Christentums im Lichte der Geschichtswissenschaft. In: Stimmen aus Maria-Laach, Band 69. 1905. S. 353–374 (Digitalisat).
- Das heidnische Mysterienwesen zur Zeit der Entstehung des Christentums. In: Stimmen aus Maria-Laach, Band 71. 1906. S. 376–391 und  500–518 (Digitalisat).
- Das heidnische Mysterienwesen und die Hellenisierung des Christentums. In: Stimmen aus Maria-Laach, Band 72. 1907. S. 37–52, 182–199 (Digitalisat).